# Villa de Zaachila (kommun)
Villa de Zaachila är en kommun i Mexiko.   Den ligger i delstaten Oaxaca, i den sydöstra delen av landet, 400 km sydost om huvudstaden Mexico City. Antalet invånare är 28 003.
Följande samhällen finns i Villa de Zaachila:
- Villa de Zaachila
- Vicente Guerrero
- Fraccionamiento Real del Valle
- Colonia 24 de Julio
- Ninguno
- Colonia el Manantial
- Emiliano Zapata
- Barrio del Niño
- Colonia Olimpo